# Amata gracillima
Amata gracillima är en fjärilsart som beskrevs av Aurivillius 1925. Amata gracillima ingår i släktet Amata och familjen björnspinnare. Inga underarter finns listade i Catalogue of Life.